# Les Cadets de la mer (film, 1925)
Pour le film de Sam Wood sorti en 1937, voir Les Cadets de la mer.
Pour plus de détails, voir Fiche technique et Distribution.
Les Cadets de la mer (titre original : The Midshipman) est un film romantique muet américain de Christy Cabanne, sorti en 1925.  Le film met en vedette Ramón Novarro et Harriet Hammond. Joan Crawford y tient un premier rôle non crédité en tant que figurante,.

## Synopsis
James Randall (Dick), un étudiant de deuxième année à l'Académie Navale, se lie d'amitié avec Ted Lawrence. Lors d'un bal de l'Académie, James rencontre Patricia, la sœur de Ted, et en tombe amoureux. Mais celle-ci est fiancée à Basil Courtney, un riche réprouvé qui s'arrange avec Rita pour discréditer James. Le soir du grand bal, Rita se rend au poste de garde où James est censé être de service et s'arrange pour être trouvée avec lui. Puis, Ted a repris son service et James le voit avec Rita dans le poste de garde. Obligé de dénoncer Ted pour violation des règles de l'Académie, James décide à la place de démissionner. Courtney enlève Patricia sur son yacht et James la sauve. James découvre finalement la complicité de Rita dans les plans de Courtney et décide de rester à l'Académie, épousant Patricia après avoir obtenu son diplôme,.

## Fiche technique
- Titre original : The Midshipman
- Réalisation : Christy Cabanne
- Scénario : F. McGrew Willis d'après une histoire de Carey Wilson
- Photographie : Oliver Marsh
- Société de production : Metro-Goldwyn-Mayer Corporation
- Pays d'origine : États-Unis
- Format : noir et blanc — 35 mm — 1,33:1 — muet
- Genre : Film romantique
- Durée : 80 minutes
- Date de sortie : 
  - États-Unis : 4 octobre 1925

## Distribution
- Ramón Novarro : Dick Randall
- Harriet Hammond : Patricia Lawrence
- Wesley Barry : Ted Lawrence
- Margaret Seddon : Mrs. Randall
- Crauford Kent : Basil Courtney
- Pauline Key : Rita
- Maurice Ryan : Fat
- Harold Goodwin : Tex
- William Boyd : Spud
- Gene Cameron : Smithy
- Kathleen Key : Rita
- Pauline Neff : la tante
- Joan Crawford : conductrice du véhicule de police (non créditée)

## Production
Une grande partie du film a été tournée sur place à l'Académie navale d'Annapolis avec la coopération de la United States Navy, ce qui a permis l'utilisation de la Brigade d'aspirants comme figurants. Pour la scène de remise des diplômes, Novarro reçoit le diplôme par Curtis Dwight Wilbur,  secrétaire à la Marine des États-Unis.